# Dai Nihonshi
El Dai Nihonshi (大日本史) (en castellano, Gran historia de Japón) es un libro histórico del Período Edo sobre la historia de Japón.

## Desarrollo
Su elaboración se inició en el siglo XVII, durante el Período Edo, por Tokugawa Mitsukuni, el señor del feudo de Mito del Clan Tokugawa, que gobernó el Dominio Mito, ubicado en la región que hoy en día se llama Prefectura de Ibaraki. Después de su muerte, el trabajo fue continuado por la rama Mito hasta su finalización en la era Meiji.  Aizawa Seishisai, pensador nacionalista japonés de la Escuela de Mito, también trabajó en la obra.

## Contenido

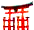
Torii

El trabajo comienza con el emperador Jinmu Tennō, el legendario primer emperador de Japón, durante los inicios del Período Kofun, y cubre los primeros cien emperadores, terminando con el emperador Go-Komatsu Tennō que reino sobre la  Corte del Sur y la Corte del Norte fusionados en 1392. Toda la obra comprende 397 volúmenes y 5 volúmenes de índice, para un total de 402. 

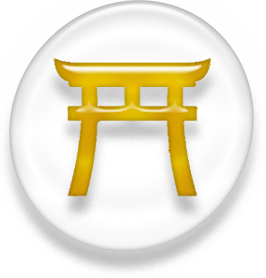
Shintō

## Detalles
El libro es uno de los principales trabajos académicos del periodo Edo, y sentó las bases de la Escuela de Mito (水戸学 Mitogaku) y de  la Escuela de  Koku (国学 Kokugaku). Está fuertemente influenciado por el Confucianismo, especialmente por el posterior Neoconfucianismo bajo Zhu Xi. Sin embargo, en lugar de centrarse en los clásicos chinos como otras escuelas confucianas, se centra en los clásicos japoneses y Japón como una tierra gobernada por el emperador (尊王論 sonnōron: reverencia por el emperador). 
Este tipo de pensamiento condujo al movimiento Sonnō jōi, y finalmente a la Rebelión de Mito contra el shogunato Tokugawa durante el período Bakumatsu, en la segunda mitad del siglo XIX.

## Publicación
El proyecto tardó cerca de doscientos cincuenta años para terminar, y fue publicado oficialmente en 1906. El Dai Nihonshi (大 日本史), literalmente "Gran historia de Japón", es un libro sobre la historia de Japón. 

## Escuela de Mito
La Escuela de Mito (水戸学 Mitogaku), fue una influyente escuela de pensamiento japonés que abogaba por el aislacionismo, el nativismo y la reverencia al emperador, y se refiere a una escuela de estudios históricos y sintoístas japoneses que se presentaron en el Dominio de Mito.